# Lista de óleos vegetais
Esta é uma lista de óleos vegetais:
- Óleo canola
- Óleo de citronela
- Óleo de coco
- Óleo de girassol
- Óleo de macassar
- Óleo de melaleuca
- Óleo de mostarda
- Óleo de néroli
- Óleo de palma
- Óleo de peroba
- Óleo de soja
- Óleo de uva
- Óleo essencial de pinho
- Óleo secante
- Óleo vegetal
- Óleo vegetal combustível
- Óleo vegetal de amendoas
- Óleo vegetal de algodão